# スラブ世界研究所
スラブ世界研究所（英: Institute of the Slavic World、略語: ISW、宇: Інститут Слов'янського світу、露: Институт Славянского мира、波: Instytut Świata Słowiańskiego）は、東京都虎ノ門にあるエリコ通信社の学術研究セクターであり、ウクライナをはじめとする東欧諸国との人的ネットワークを有している。
スラブ世界に関心を持つ日本企業、政府機関、研究機関、マスコミ各社、また個人に対し、当研究所はパートナーを紹介すると共に、翻訳通訳等のコミュニケーション・サービスと、貿易、芸術文化の分野にわたるコーディネーション・サービスを展開している。
当研究所が扱うスラブ東欧諸国は以下を指す: ウクライナ、ロシア、ベラルーシ、ポーランド、チェコ、スロヴァキア、ブルガリア、北マケドニア、セルビア、クロアチア、ボスニア・ヘルツェゴビナ、モンテネグロ、スロヴェニア、および（非スラブ圏では）コソヴォ、アルバニア。

## スラブ世界研究所の構造

### 業務
１．復興支援・貿易分野：ウクライナ支援・戦後復興支援プロジェクト、貿易プロジェクト等のコーディネート、同行通訳・翻訳、現地通訳コーディネート、ウクライナ・東欧諸国における貿易パートナーの紹介
２．文化芸術分野：ウクライナ、スラブ東欧諸国における政府機関、市民社会団体の文化芸術プロジェクトのご紹介、中小芸術文化イベントの企画運営、コーディネート、イベントの同行通訳・翻訳
３．メディア支援分野：ウクライナ・スラブ東欧諸国における日本メディアの現地取材のパートナー紹介、ドキュメンタリー番組・映画等の調査・コーディネート、同行通訳・翻訳。日々の報道の通訳翻訳、調査業務
４．調査・研究分野：ウクライナ・スラブ東欧諸国における市場調査、公開情報調査研究等。学術交流の橋渡し
５．国際親善分野：日本とスラブ世界の友好親善を深めるための交流事業のコーディネート。

### 戦略
①ウクライナ語、ロシア語等スラブ諸言語の通訳・翻訳者集団として、戦火に苦しむウクライナ市民を支援し、また、戦後復興における政府機関、企業、団体等の業務をサポートすることにより、地域と世界の平和に貢献する。
②2022年以降のウクライナを含むスラブ東欧諸国の地政学・経済情勢の劇的な変化は、リスクを上回る一大ビジネス・チャンスである。スラブ世界研究所は、その人的ネットワークとコミュニケーション能力を駆使して、日本の企業・団体、個人に至るまで、そのスラブ東欧諸国市場に対するステップをサポートする。
③ウクライナをはじめ、スラブ東欧諸国の優れた芸術文化の流れが戦争のために堰き止められている状況は残念だが、乗り越えられない障害ではない。IT分野も含め、スラブ東欧世界の人材を発掘・紹介することで、国際共同プロジェクトを生成するなど、日本とスラブ東欧世界の芸術文化交流、IT技術交流を促進する。
④スラブ世界研究所は、その構成員が定期的に会合し、各自の知見を持ち寄ることによって、最先端のトレンドと情報を顧客に提供する。この過程で、付加価値のあるプロジェクトを提案・実施する。

### 実績
放送通訳翻訳・調査
ロシアがウクライナに侵攻すると、在京、及び在阪のTVメディアではロシア語、ウクライナ語等の通訳翻訳者に対する需要が急増し、エリコ通信社では、そのセクターとしてのスラブ世界研究所設立の基盤となった日露同時通訳者をはじめとする通訳翻訳者のネットワークを活かし、局入り、リモート勤務を問わず両言語の通訳翻訳者を配置、顧客各局の緊急報道を支えた。
当研究所は、とりわけウクライナとの人的ネットワークを重視しており、日本側メディアがSNSを通じた現地ジャーナリスト、政府高官、住民等にインタビューを計画したのに対し、研究員のアドバイスによって、戦争取材への同意取り付け、取材報道を実現した。
日本に避難しているウクライナ市民に対する取材の同行通訳とその番組化にあたっての翻訳業務も手がけている（一例として大阪に避難しているウクライナ家族へのインタビュー取材に同行し通訳、編集に携わっている）。
日本で行われた日本代表対ウクライナ代表のビーチサッカー国際親善試合でウクライナ代表チームのインタビュー通訳を務めた。(この試合は日本サッカー協会のYouTube公式チャンネルでライブ配信された。アーカイブで閲覧可能である。)
文化交流
スラブ世界研究所の河津主任研究員は、当研究所の設立メンバーとなる以前から、独自にウクライナ人との文化交流や、ウクライナ語、ウクライナ事情に関する情報発信を続けている。これらの動画や情報は、YouTube公式チャンネル「Masato Lyagushkin Official Channel」を通じて、閲覧することが可能である。

## 研究員・フェロー
スラブ世界研究所は、ウクライナ語、ロシア語等スラブ諸言語を専門とし、人的ネットワークを有する研究員とフェローが在籍する。（スラブ世界研究所に所属する研究員・フェロー・通訳者・翻訳者については公式ホームページのSTAFFページを参照のこと）

## 出版・著作物
- ビクトリア・ミグダリスカ、ウラディーミル・ミグダリスキー、稲川ジュリア共著 『ウクライナ避難民とコミュニケーションをとるためのウクライナ語会話集』ドニエプル出版、2022年（校正を担当）
- ボグダン・パブリー著『あなたの家がどこかに残るように(詩集)』新風書房、2022年（校正を担当）
- Ono Aki著『2.24 5a.m.(Audio Book)』ドニエプル出版、2023年（校正を担当）
- ガリーナ・シェフツォバ編訳、キーウ俳句クラブ著『紅色の陽(詩集・俳句)』ドニエプル出版、2023年（校正を担当）